# Roberto Rinani
Roberto Rinani, soprannominato l'ammiraglio (Padova, 7 agosto 1947), è un politico italiano, militante di estrema destra negli anni settanta. È ricordato soprattutto per il suo coinvolgimento nelle indagini e nei processi per la strage alla stazione ferroviaria di Bologna. Fu prosciolto da tutte le accuse relative a questo fatto nel 1995.

## Biografia
Era iscritto al Movimento Sociale Italiano dal 1975. Dall'autunno 1976 al dicembre 1977 fu segretario della sezione "Arcella" del Movimento Sociale Italiano a Padova.
Il 26 agosto 1980 fu arrestato in seguito alle dichiarazioni dell'ex compagno di prigionia Luigi Vettore Presilio. Quest'ultimo aveva rivelato ai giudici istruttori che indagavano sulla strage di Bologna di aver ricevuto da Rinani alcune confidenze nel giugno precedente. In particolare, Rinani avrebbe fatto riferimento a un attentato progettato contro il giudice Giancarlo Stiz. Avrebbe poi aggiunto che nella prima settimana di agosto sarebbe successo "qualcosa di grosso di cui parlerà l'opinione pubblica nazionale e mondiale".
Sulla base di tale testimonianza, i giudici ritennero che Rinani e il gruppo politico di cui egli faceva parte, legato a Massimiliano Fachini, fossero a conoscenza del progetto di strage, poi messo in atto sabato 2 agosto 1980.
Rinani al processo negherà di aver conosciuto Vettore Presilio in carcere, e negherà anche la conoscenza di Massimiliano Fachini, l'esponente di Ordine Nuovo anch'egli imputato per la strage.